# Подводные лодки типа RO-60
Подводные лодки типа RO-60 (яп. 呂六〇型潜水艦), также известные как тип «L4» — серия японских дизель-электрических подводных лодок периода Второй мировой войны. Созданы в начале 1920-х годов на основе RO-57 и предназначались для выполнения задач береговой обороны, отличаясь сокращённой дальностью и автономностью плавания. С 1921 по 1927 год на верфях «Мицубиси» в Кобе было построено 9 подводных лодок этого типа, строительство ещё двух было отменено в 1921 году, не успев начаться. Подводные лодки типа RO-60 использовались в боях на начальном этапе Второй мировой войны, но уже с конца 1942 года уцелевшие представители этого типа использовались только в роли учебных.

## Представители
| Заводской номер   | Дата закладки | Спуск на воду    | Ввод в строй     | Судьба                                                                      |
| ----------------- | ------------- | ---------------- | ---------------- | --------------------------------------------------------------------------- |
| № 59 с 1924 RO-60 | декабрь 1921  | 22 мая 1922      | 17 сентября 1923 | села на мель у атолла Кваджалейн, 29 декабря 1941, позднее пущена на слом   |
| № 72 с 1924 RO-61 |               | 19 мая 1923      | 9 февраля 1924   | потоплена эсминцем «Рейд» и самолётом у Алеутских островов, 31 августа 1942 |
| № 73 с 1924 RO-62 |               | 10 сентября 1923 | 24 июля 1924     | сдалась в августе 1945, затоплена в апреле 1946                             |
| № 84 с 1924 RO-63 |               | 24 января 1924   | 20 декабря 1924  | сдалась в августе 1945, затоплена в апреле 1946                             |
| RO-64             |               | 19 августа 1924  | 30 апреля 1925   | подорвалась на мине в заливе Хиросима, 12 апреля 1945                       |
| RO-65             |               | 25 сентября 1925 | 30 июня 1926     | потоплена самолётами у Алеутских островов, 4 ноября 1942                    |
| RO-66             |               | 25 октября 1926  | 28 июля 1927     | потонула, столкнувшись с RO-62 у атолла Уэйк, 17 декабря 1941               |
| RO-67             |               | 18 марта 1926    | 15 декабря 1926  | сдалась в августе 1945, затоплена в апреле 1946                             |
| RO-68             |               | 23 февраля 1925  | 29 октября 1925  | сдалась в августе 1945, затоплена в апреле 1946                             |